# Francis Pilkington
Francis Pilkington (1565 circa – Chester, 1638) è stato un compositore, liutista e cantore inglese.

## Biografia
Dopo aver ottenuto un bachelor in musica presso il Lincoln College, Università di Oxford, nel 1595, nel 1602 ottenne un posto di cantore alla Cattedrale di Chester e li rimase per il resto della sua vita. Divenne canonico minore nel 1612, e nel 1614 prese gli ordini sacri divenendo precentore della Cattedrale nel 1623. Anche se fu un religioso, Pilkington compose molta musica profana, madrigali e canzoni per il liuto. Nel 1638 morì a Chester.